# Kajol
Kajol Devgan, nombre de nacimiento Kajol Mukherjee (en idioma hindi, काजोल; Bombay, 5 de agosto de 1974) es una actriz de cine india. Descendiente Bengalí-Marathi, pertenece a una de las tres familias más respetadas en el negocio de la cinematografía, la familia Mukherjee-Samarth.

## Biografía
Viene de una familia con una larga tradición en el mundo del cine: su madre Tanuja es actriz en Bombay, y su fallecido padre, Shomu Mukherjee, fue productor y director del cine bengalí. También sus primos, Rani Mukerji, Sharbani Mukerjee y Mohnish Mukerjee son parte de la industria y su hermana menor que acaba de empezar su carrera cinematográfica, Tanisha Mukherjee. Además, sus abuelos desempeñaron un importante papel en el Bollywood de hace unos años. Kajol se casó el 24 de febrero de 1999 con el actor Ajay Devgan, y cambió su apellido de nacimiento, Mukherjee, por el de su marido. Tiene una hija llamada Nysa, que nació en abril del año 2003; y un hijo, Yug, nacido el 13 de septiembre del 2010.
Kajol dejó el colegio y comenzó su carrera como actriz a los 17 años. Debutó con el filme Bekhudi en el año 1992, aunque no fue ni mucho menos un éxito de recaudación. Aun así, logró aparecer en otras películas que obtuvieron mejores resultados.
De acuerdo con lo que se estila en Bollywood, Kajol no es una actriz prolífica: ha actuado sólo en 28 películas desde el año 1992, lo que en la India no es demasiado. Muchas de las películas han pasado sin pena ni gloria por las pantallas, pero Kajol ha actuado en los más grandes éxitos de la década y de toda la historia del cine indio. Dilwale Dulhania Le Jayenge, por ejemplo, continúa en los cines de Bombay pese a que han pasado más de veinte años desde su estreno y ha ganado un Record Guinness.
En 1997 apareció en Gupt: The Hidden Truth, que fue una de las películas con mayor recaudación del año, y Kajol se convirtió en la primera intérprete femenina en ganar el Premio Filmfare al Mejor Villano.
La actriz ha obtenido además un gran éxito junto a su ahora marido, Ajay Devgan, en películas como Ishq (1997), Dil Kya Kare (1999) y Pyar To Hona Hi Tha (1998).
Después del superéxito Kabhi Khushi Kabhie Gham, del año 2001, con el que ganó varios premios a la mejor actriz, se tomó un descanso que duró cinco años por el aborto prematuro que tuvo, volvió con la sonada excepción de su aparición como invitada especial, de sólo unos segundos, en la película de 2003 Kal Ho Naa Ho. Durante este período nació su hija, Nysa.
Kajol volvió al cine en mayo de 2006, con la película Fanaa. Además, hizo una pequeña aparición en Kabhi Alvida Na Kehna, en la canción «Rock'n Roll Soniye», en agosto de 2006.
En lo que respecta a la pequeña pantalla, la actriz de Bombay sorprendió a todos con una aparición benéfica en el concurso Kaun Banega Crorepati, la versión india del internacional ¿Quiere ser millonario?, donde donó la cuantía del premio a una asociación de lucha contra el cáncer.
Con su película "My Name is Khan", protagonizando al lado de Shahrukh Khan, obtuvo por quinta vez el premio Filmfare a Mejor Actriz, siendo considerada, junto con su tía materna Nutan, como la más galardonada en esta categoría.

## Carrera
Kajol abandonó la escuela y comenzó su carrera a la edad de diecisiete. Aunque su debut en el cine, Bekhudi (1992) no fue un gran éxito en la taquilla, su desempeño fue observado y ella pasó a trabajar con las grandes casas de producción en la India.
En 1993, se disparó a la fama con su segunda película Baazigar, junto a Shahrukh Khan. La película fue su primer gran éxito, y su emparejamiento con Khan demostró ser apreciado. Más tarde pasó a hacer una popular emparejamiento con él en una serie de películas, todas fueron éxitos de taquilla.
Su primera película de 1994, Udhaar Ki Zindagi, fue un fracaso de taquilla. A pesar de ello, su actuación en la película fue muy bien acogido por la crítica, y ganó el Premio de Mejor Actriz BFJA por esta película. Su primer papel para Yash Raj Cine, el drama romántico Yeh Dillagi, coprotagonizada por Akshay Kumar y Saif Ali Khan fue un éxito de taquilla y Kajol obtuvo su primera nominación al premio Filmfare a Mejor Actriz. 
En 1995, Kajol actuó en dos grandes éxitos de ese año. Su primera película fue Karan Arjun, dirigida por Rakesh Roshan. La película trata sobre la reencarnación y fue la segunda más grande de ese año. Si bien tres de sus producciones de ese año fracasaron en la taquilla, la última película que hizo ese año, Dilwale Dulhania Le Jayenge, dirigida por Aditya Chopra, no sólo fue el mayor éxito de ese año, sino uno de los mayores éxitos de Bollywood de cine indio hasta ahora. La película ha estado por más de 15 años en los cines de Bombay, con ingresos brutos de más de 12 millones de rupias en general, lo que la hace una de los mayores superventas en el cine de Bollywood. El desempeño de Kajol en la película fue alabado, y por ello recibió su primer Filmfare Premio de Mejor Actriz. 
Kajol actuó sólo en una película en 1996, Bambai Ka Babu, frente a Saif Ali Khan, que fue un gran fracaso de taquilla. En 1997, Kajol protagoniza Gupt: The Hidden Truth. Coprotagonizada por los actores Bobby Deol y Manisha Koirala, fue una de las películas con mayor recaudación de ese año. Aparte de esto, su actuación fue un hecho importante para las actrices de Bollywood, ella fue la primera mujer en ganar el premio Filmfare a Mejor Actuación en un Papel Negativo. Su siguiente producción ese año fue Hameshaa que, al igual que Karan Arjun, aborda el tema de la reencarnación, pero fue un fracaso de taquilla. Protagoniza su primera película en el cine Tamil, Minsaara Kanavu. La película fue un gran éxito de crítica y Kajol ganó su primer premio a Mejor Actriz en los Premios Filmfare del Sur. Su última producción ese año fue la comedia romántica Ishq, al lado de quien sería su futuro esposo, Ajay Devgan, que tuvo buena acogida.
Kajol tuvo más éxito en 1998, ya que estuvo en tres de los más grandes éxitos del año. En primer lugar, frente Salman Khan protagoniza la comedia Pyaar Kiya To Darna Kya. Fue la cuarta película con mayor recaudación del año. Su siguiente película, Dushman, junto a Sanjay Dutt, estuvo moderadamente bien en la taquilla. Tenía un doble papel en la película, y ganó su primer premio Star Screen a Mejor Actriz por su desempeño. También protagoniza junto a Ajay Devgan la película romántica Pyaar To Hona Hi Tha, que fue el segundo mayor éxito de ese año. Sin embargo, su mayor éxito de ese año llegó con su última producción, en Kuch Kuch Hota Hai, dirigida por Karan Johar, donde protagonizó con Shahrukh Khan y que pasó a convertirse en el mayor éxito del año en la India y el extranjero. Además, ganó su segundo Premio Filmfare a Mejor Actriz. 
Su primera producción en 1999, fue la película de drama Dil Kya Kare, desempeñando el papel secundario de Nandita Rai, que fue bien recibido, sin embargo, la película fue un fracaso. Tuvo éxito con su segundo lanzamiento, el drama familiar Hum Aapke Dil Mein Rehte Hain, protagoniza junto a Anil Kapoor, por la cual recibió una nominación a Mejor Actriz. 
Ella tenía un año sin éxito en 2000, ya su única película de ese año, Raju Chacha pasó inadvertido.
Kajol realizó dos películas en el 2001. Primero, con un doble papel en el drama Kuch Khatti Kuch Meethi, que fue un gran fracaso comercial. Sin embargo, volvió a tener éxito con su segunda película dirigida por Karan Johar, Kabhi Khushi Kabhie Gham, que fue uno de los más grandes éxitos del año, y por la que ganó varios premios a mejor actriz, incluyendo su tercer Filmfare a mejor actriz y su segundo premio Star Screen a Mejor Actriz. El crítico, Taran Adarsh, escribió sobre su actuación en la película: "Kajol realizó una actuación de primera lase interpretando el papel de una típica muchacha de Chandni Chowk. Su dialecto Punjabi ganará un inmenso elogio. La secuencia en la que busca el aashirwad (bendición) de Amitabh, sin saber de él, es increíble." Tras el éxito de Kabhi Khushi Kabhie Gham, Kajol pasó los siguientes 5 años sin actuar. Ella dio a luz a su hija Nysa en el año 2003. 
Hizo un exitoso regreso en 2006 con el drama Fanaa, de Kunal Kohli, una de las películas con mayor recaudación del año. Representando a una chica ciega de Cachemira que se enamora de un terrorista (interpretado por Aamir Khan), ella ganó su cuarto Filmfare a Mejor Actriz. 
En el 2008, protagoniza "U, Me Aur Hum", primera película dirigida por su esposo Ajay Devgan. Por su papel de paciente con Alzheimer, recibió su décima nominación al Premio Filmfare a Mejor Actriz.
Se ha visto a Kajol recientemente junto a Shahrukh Khan el drama "My Name Is Khan", dirigida por Karan Johar, basada en una historia real contra el contexto de percepciones sobre el islam tras el 11 de septiembre. La película se convirtió en la que obtuvo mayor recaudación en toda la historia de Bollywood en el extranjero. El papel que Kajol hace de Mandira, una madre soltera divorciada que se casa con un autista musulmán, fue alabado por las críticas y le valió su quinto Premio Filmfare a Mejor Actriz, récord que comparte con su fallecida tía, la actriz Nutan. 
Luego, protagonizó junto a Kareena Kapoor y Arjun Rampal en "We Are Family", adaptación de la película de Hollywood "Stepmom"(1998).
En diciembre del año 2010 se estrena su película Toonpur Ka Superhero.
En el año 2015, junto a Shahrukh Khan, protagoniza la película Dilwale.

## Medios de comunicación
En 2005, ella apareció en el programa de televisión "Kaun Banega Crorepati" (la versión india de ¿Quién quiere ser millonario?), presentado por Amitabh Bachchan. Junto con su marido Ajay Devgan, ganaron 1 crore (10 millones) de rupias y lo donaron a un hospital de cáncer en Chennai. También ha aparecido en "Indian Idol", en las temporadas uno y dos, como juez invitado. 
Ella también estuvo en el talk show "Koffee with Karan" de Karan Johar junto a Shahrukh Khan en el primer episodio, y en el último episodio de la primera temporada, junto a Shahrukh y Amitabh Bachchan. El primer episodio de la segunda temporada del mismo talk show, se hizo una reunión de "Kuch Kuch Hota Hai", a casi una década de su estreno y del debut directorial de Johar, en la que estuvo invitada junto a Shahrukh y Rani Mukerji.
Modeló para la exhibición "Freedom" de Manish Malhotra en la Fashion Week 2006, junto con Preity Zinta.
En el 2006, 4 muñecos en miniatura bajo el nombre de leyendas de Bollywood salieron a la venta. Junto a Priyanka Chopra, Hrithik Roshan y Shahrukh Khan, ella es una de las muñecas.
En el 2008, su esposo Ajay Devgan y su madre Tanuja fueron miembros del jurado en el show de TV Rock'n'Roll Family.
Apareció con Shahrukh Khan en la edición especial de aniversario de Indian Vogue en octubre del 2009.

## Filmografía
| Año  | Película                    | Papel                   | Datos adicionales                                                                    |
| ---- | --------------------------- | ----------------------- | ------------------------------------------------------------------------------------ |
| 1992 | Bekhudi                     | Radhika                 |                                                                                      |
| 1993 | Baazigar                    | Priya Chopra            |                                                                                      |
| 1994 | Yeh Dillagi                 | Sapna                   | Nominada, Filmfare Best Actress Award                                                |
| 1994 | Udhaar Ki Zindagi           | Sita                    |                                                                                      |
| 1995 | Dilwale Dulhania Le Jayenge | Simran Singh            | Ganadora, Filmfare Best Actress Award                                                |
| 1995 | Gundaraj                    | Ritu                    |                                                                                      |
| 1995 | Taaqat                      | Kavita                  |                                                                                      |
| 1995 | Hulchul                     | Sharmili                |                                                                                      |
| 1995 | Karan Arjun                 | Sonia Saxena            |                                                                                      |
| 1996 | Bambai Ka Babu              | Neha                    |                                                                                      |
| 1997 | Ishq                        | Kajal                   |                                                                                      |
| 1997 | Minsaara Kanavu             | Priya                   | Tamil film (Sapnay is the Hindi version) Ganadora, Filmfare Best Actress Award South |
| 1997 | Gupt: The Hidden Truth      | Isha Diwan              | Ganadora, Filmfare Best Villain Award                                                |
| 1997 | Hamesha                     | Rani Sharma/Reshma      |                                                                                      |
| 1998 | Kuch Kuch Hota Hai          | Anjali Sharma           | Ganadora, Filmfare Best Actress Award                                                |
| 1998 | Dushman                     | Sonia/Naina Saigal      | Nominada, Filmfare Best Actress Award                                                |
| 1998 | Duplicate                   | La chica de la estación | Aparición Especial                                                                   |
| 1998 | Pyaar Kiya To Darna Kya     | Muskaan Thakur          | Nominada, Filmfare Best Actress Award                                                |
| 1998 | Pyaar To Hona Hi Tha        | Sanjana                 |                                                                                      |
| 1999 | Hote Hote Pyar Hogaya       | Pinky                   |                                                                                      |
| 1999 | Hum Aapke Dil Mein Rehte    | Megha                   | Nominada, Filmfare Best Actress Award                                                |
| 1999 | Dil Kya Kare                | Nandita Rai             |                                                                                      |
| 2000 | Raju Chacha                 | Anna                    |                                                                                      |
| 2001 | Kabhi Khushi Kabhie Gham    | Anjali Sharma Raichand  | Ganadora, Filmfare Best Actress Award                                                |
| 2001 | Kuch Khatti Kuch Meethi     | Tina/Sweety Khanna      | Double role                                                                          |
| 2003 | Kal Ho Naa Ho               |                         | Aparición Especial en el musical Maahi Ve                                            |
| 2006 | Kabhi Alvida Naa Kehna      |                         | Aparición Especial en el musical Rock N Roll Soniye                                  |
| 2006 | Fanaa                       | Zooni Ali Beg           | Ganadora, Filmfare Best Actress Award                                                |
| 2007 | Om Shanti Om                |                         | Aparición Especial en el musical "DEEWANGI DEEWWANGI"                                |
| 2008 | Haal-e-Dil                  |                         | Aparición Especial                                                                   |
| 2008 | U, Me Aur Hum               | Piya                    | Estreno 11 de abril de 2008                                                          |
| 2008 | Rab Ne Bana Di Jodi         |                         | Aparición Especial. Estreno 12 de diciembre del 2008                                 |
| 2010 | We Are Family               | Maya                    | y "Montse Gotes en el desierto"                                                      |
| 2010 | My name is Khan             | Mandira                 | Ganadora, Filmfare Best Actress Award Estreno 10 de febrero del 2010                 |
| 2012 | Student of the Year         |                         | Aparición Especial en el musical Disco deewane                                       |
| 2015 | Dilwale                     | Meera Dev Malik         | Estreno 18 de diciembre de 2015                                                      |
| 2018 | Helicopter Eela             | Eela Raiturkar          | Estreno 12 de octubre de 2018                                                        |
| 2020 | Tanhaji: The Unsung Warrior | Savitri Bai             | Estreno 10 de enero de 2020                                                          |
| 2021 | Tribhanga                   | Anuradha                | Estreno 15 de enero de 2021                                                          |